# سد نسا
سد نسا بم نخستین و بزرگ‌ترین سد سنگریزه‌ای با رویه بتنی (CFRD) در ایران است.
این سد در فاصله ۸۰ کیلومتری شهر بم و ۲۸۰ کیلومتری کرمان است که دارای دو قسمت، یکی بدنه اصلی با ارتفاع ۱۱۱ متر و قسمت دیگر که یک سرریز می‌باشد. حجم مفید مخزن سد ۱۶۸ میلیون متر مکعب و متوسط آورد سالانه رود نسا به سد ۱۱۰ میلیون متر مکعب است.

## دلیل نام‌گذاری و سد باستانی نساء
در طول مسیر رودخانه نسا قبل از رسیدن به سد کنونی، قلعه زیبای سنگی‌ای به اسم قلعه سر نساء یا قلعه دختر وجود دارد. این بنا بر روی کوهی استوار در مجاورت بستر رودخانه و بند باستانی نسا قرار دارد و چنان‌که از نام آن پیداست روزگاری پیش از اسلام، مکان بزرگداشت آناهیتا، الهه آب‌های روان، بوده است.
این قلعه در ۳۴ کیلومتری جنوب شرق بم در ۱۳ کیلومتری نظام شهر مرکز بخش روداب واقع شده و بانی آن «تا دو خان» یکی از زنان مالک مشهور دوره اردشیر بابکان بوده است. اسم سر نساء به معنای بزرگ زنان می‌باشد.

## مشخصات و اهداف سد
این سد به منظور تأمین بخشی از آب کشاورزی، صنعت و آشامیدنی شهرهای بم و بروات است، بدین صورت که
۶ میلیون متر مکعب از آب سد در صنعت، ۳۹ میلون متر مکعب به منظور تأمین آب آشامیدنی شهرستان‌های شرقی استان و ۴۲ میلون متر مکعب آب در بخش کشاورزی و ۲۲ میلیون مترمکعب برای آب محیط زیستی استفاده شود.
همچنین این سد در طراحی دارای یک نیروگاه ۵ مگاواتی بوده که به دلیل اقتصادی نبودن، اجرا نشد. کارفرمای این پروژه شرکت سهامی آب منطقه ای کرمان و مشاوره و مطالعات این طرح توسط شرکت مهندسین مشاور مهاب قدس انجام شده است.

## اشکالات در طراحی، ساخت و بهره‌برداری
بخشی از آب سد که به آبیاری زمین‌های کشاورزی اختصاص یافته به دلیل نبود سیستم انتقال آب بروز و انتقال آب در کانالهای شنی یا سیمانی هدر می‌رود.
به دلیل کنترل نشدن سرعت آب در این کانالها و طراحی غیراصولی، خطرات جانی برای کسانی که در آنها می‌افتند وجود دارد، به‌صورتی که شاهد تلفات انسانی در این کانالها بوده‌ایم.
با وجود اینکه رود نسا یک رود فصلی سیلابی است و مقدار زیادی رسوبات را به همراه می‌آورد که در بلند مدت باعث کاهش حجم مخزن و عمر سد می‌شود، سد فاقد دریچه تخلیه رسوب از کف است و سرریزهای سد بر روی تاج سد می‌باشند.
همچنین نداشتن مجرای تخلیه از کف مخزن باعث شده در زمان سیلاب، سد توانایی کنترل مناسب دبی آب و رهاسازی تدریجی را نداشته باشد. در سیلاب سال ۱۳۹۵ خروج یکباره حجم بزرگی از آب از سرریز سد باعث آبگرفتگی یا تخریب چند روستا و زمین‌های کشاورزی، از جمله نابودی کامل روستای جلگه در پایین دست سد شد.
از دلایل دیگر قدرت تخریب سیلاب سال ۱۳۹۵ نبود زیرساخت کنترل سرعت آب بعد از سرریز سد و در طول مسیر رود بود که باعث تشدت آسیب به مزارع و روستاها شد.
به رغم اینکه حجم بزرگی از آب این سد به آب شرب تخصیص یافته و تصفیه خانه برای این منظور ساخته شده است، طراحی سد بگونه ای است که آب با کیفیت بهتر در سیلاب‌ها از سرریز تخلیه می‌شود و آب با کیفیت پایین‌تر و رسوبات در دریاچه سد باقی می‌ماند.
لوله خروجی آب سطحی این سد برای تأمین آب کشاورزی برای کنترل سرعت آب از افشانه استفاده کند که باعث پخش شدن آب در هوای گرم منطقه و هدر رفت آن می‌شود.

## انتقال آب سد نسا به بم و بروات
عملیات اجرایی این طرح از سال ۱۳۹۰ با هدف تأمین آب آشامیدنی مورد نیاز شهرهای بم، بروات، فهرج، ریگان، نرماشیر و ۱۴۲ روستای تابعه به میزان ۳۹ میلیون مترمکعب در سال و تأمین آب مورد نیاز صنعت در ناحیه صنعتی ارگ جدید بم به میزان ۱۰ میلیون مترمکعب آغاز شده.
این طرح با گذشت ۱۰ سال به دلیل مشکل مالی و اعتبار تکمیل نشد و بعد از ۱۰ سال با پیشرفت فیزیکی بیش از ۸۰٪ ادامه دارد. مردم شهرهای شرقی استان کرمان مجبور به استفاده از آب آشامیدنی با کیفیت پایین هستند و با تکمیل این پروژه آب با کیفیت تصفیه شده به شهرها و روستاهای این منطقه خواهد رسید.
اجزای این طرح از ۵ بخش تشکیل شده است:
- مخزن ذخیره آب
- ایستگاه پمپاژ آب
- تصفیه خانه آب آشامیدنی
- مخزن ذخیره آب پاک
- شبکه ۲۰ کیلوولت برق رسانی

| پیمانکار: شرکت جنرال مکانیک - مشایع |
| مشاور: مهندسی مشاور طوس آب          |

## نگارخانه

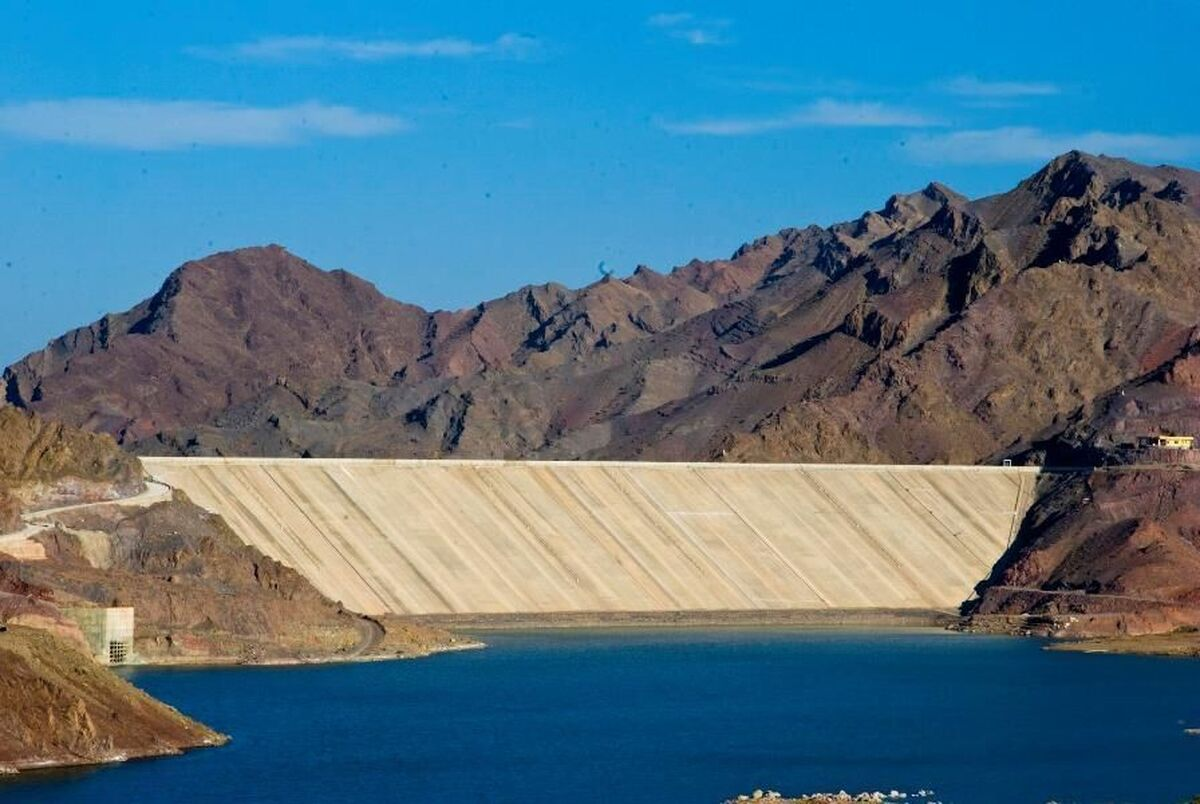
قسمت سمت راست سد با روکش بتنی و هسته سنگریزه‌ای
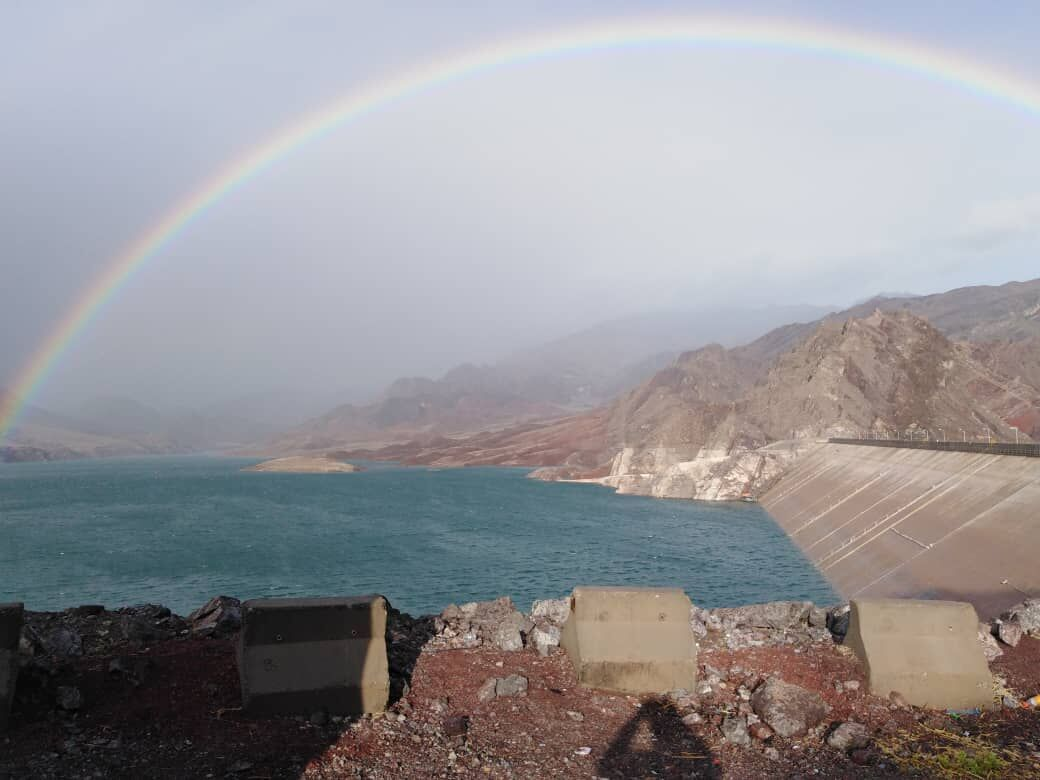
دیواره سمت راست